# Tình nhân kết
Tình nhân kết (giản thể: 情人结; phồn thể: 情人結; bính âm: Qĺngrén jié) là bộ phim điện ảnh Trung Quốc năm 2005 do Hoắc Kiến Khởi làm đạo diễn. Bộ phim với sự tham gia của Triệu Vy và Lục Nghị. Bộ phim dựa trên câu chuyện có thật.

## Nội dung
Câu chuyện xảy ra ở một khu chung cư điển hình mang đầy đủ những nét tinh tế và cả sự khô khan của những năm 70, 80 thế kỷ 20. Cậu bé Hầu Gia và cô bé Khuất Nhiên 11 tuổi cùng nhau lớn lên ở đó. Thanh mai trúc mã, đôi trẻ thân thiết từ thuở ấu thơ, vô tư bên nhau.
Chớp mắt, Hầu Gia và Khuất Nhiên đều đã 18 tuổi, đó những năm đầu thập kỷ 80. Hàng ngày, Hầu Gia và Khuất Nhiên đến trường, tan trường cùng nhau, không biết từ lúc nào, tình yêu đã nhẹ nhàng lặng lẽ đến với họ. 
Nhưng họ không thể ngờ được rằng, mối tình thanh mai trúc mã ấy lại vấp phải sự phản đối cực liệt của cha mẹ hai bên, đó giống như một hàng rào thép gai không thể xuyên qua ngăn cản tình yêu của đôi bạn trẻ. Tiến lên một bước sẽ khiến họ mình đầy thương tích, còn nếu lùi lại thì thật không thể đành lòng. Đến khi tình cờ đọc được “Romeo và Juliet”, cuốn tiểu thuyết của Shakespeare này đã như dòng nước mát, mang lại hy vọng cho tình yêu của họ. Tình cảm mãnh liệt bùng cháy khiến họ không thể khống chế được ngọn lửa tình yêu đang cuộn trào, họ quyết định dùng tuổi thanh xuân tươi sáng của mình để vẽ lên bức tranh tình yêu một sắc màu vĩnh cửu, cảm động lòng người… Họ nhất quyết phải kiên trì, nhưng sự kiên trì ấy chẳng bao lâu đã bị những ràng buộc tình cảm gia đình đánh bại… Hầu Gia không biết làm gì hơn đành chọn cách ra nước ngoài, biền biệt suốt 7 năm trời. Khuất Nhiên khăng khăng suốt quãng thời gian đằng đẵng ấy để chờ ngày Hầu Gia trở về… 
Nhưng 7 năm đã qua, tình yêu của họ liệu có còn nguyên vẹn như xưa không? Họ còn có thể đến với nhau được chăng?   

## Diễn viên
- Triệu Vy                        Khuất Nhiên
- Lục Nghị                       Hầu Gia
- Tống Hiểu Anh               Mẹ Hầu Gia
- Trương Khiêm               Cha Khuất Nhiên
- Hoắc Mẫn Tiệp               Mẹ Khuất Nhiên
- Hình Giai Đống              Khuất Cường (Anh trai Khuất Nhiên)
- Lưu Mục                        Ngô Kiện
- Y Nhân                          Lý Tử Lam (Chị dâu Khuất Nhiên)
- Trương Ý Tịnh                Khuất Nhiên lúc nhỏ
- Vu Diểu                         Tiểu Lan (Người giúp việc)

## Giải thưởng
Liên hoan phim Thượng Hải lần thứ 8
- Đề cử phim xuất sắc nhất
- Giải thưởng nữ diễn viên xuất sắc nhất: Triệu Vy

Giải thưởng Điện ảnh Trung Quốc Hoa Biểu lần thứ 11
- Đề cử nội dung phim ưu tú
- Giải thưởng nữ diễn viên ưu tú: Triệu Vy

Giải thưởng điện ảnh Trung Quốc Kim Kê lần thứ 25
- Đề cử giải mỹ thuật xuất sắc nhất: Thôi Nhẵn (Tình Nhân Kết)
- Đề cử giải quay phim xuất sắc nhất: Tôn Minh (Tình Nhân Kết)
- Đề cử giải nữ diễn viên phụ xuất sắc nhất: Tống Hiểu Anh (Tình Nhân Kết)

Liên hoan phim Trường Xuân Trung Quốc lần thứ 8
- Đề cử giải phim xuất sắc nhất: Tình Nhân Kết
- Đề cử giải đạo diễn xuất sắc nhất: Hoắc Kiến Khởi (Tình Nhân Kết)
- Đề cử giải thưởng nam diễn viên chính xuất sắc nhất: Lục Nghị(Tình Nhân Kết)
- Giải thưởng nữ diễn viên xuất sắc nhất: Triệu Vy (Tình Nhân Kết)
- Giải thưởng nữ diễn viên phụ xuất sắc nhất: Tống Hiểu Anh (Tình Nhân Kết)

Giải thưởng văn học nghệ thuật thành phố Bắc Kinh lần thứ 5
- Giải thưởng phim điện ảnh: Tình Nhân Kết